# Barbizon
Barbizon község Franciaországban, Seine-et-Marne megyében, Île-de-France régióban.

## Fekvése
Párizstól 40 km-re található.

## Története
- 1222 : Barbuison
- 1392 : Barbiron
- Barbizon 1487 óta; 1903. november 20 óta önálló, amikor elvált Chailly-en-Bière-től.

## Híres emberek

### Festők
- Jean-Baptiste Camille Corot
- Théodore Rousseau
- Jean-François Millet
- Charles-François Daubigny
- Karl Bodmer
- Eugène Lavieille
- Félix Ziem

### Mások
- André Billy
- Georges Chelon
- Fernandel
- Mélanie Quentin
- Itt halt meg 1918-ban Louis Renault jogász.

## Testvérvárosai
- Egyesült Királyság East Bergholt
- Magyarország Szentendre

## Lásd még
- Barbizoni iskola